# Johann Jakob Karlen
Johann Jakob Karlen (* 16. Januar 1819 in Diemtigen; † 21. März 1873 in Bern) war ein Schweizer Politiker. Von 1857 bis 1872 gehörte er dem Nationalrat an, von 1857 bis 1871 war er Regierungsrat des Kantons Bern.

## Biografie
Karlen war wie sein Vater als Landwirt und Gutsbesitzer tätig, ausserdem als Viehzüchter. Im März 1845 nahm er am zweiten Freischarenzug nach Luzern teil und galt in der Folge als Führungspersönlichkeit der Radikalliberalen im Berner Oberland. Von 1846 bis 1850 war er als Amtsverweser tätig, in den Jahren 1850 bis 1852 und 1854 bis 1857 als Regierungsstatthalter im Amtsbezirk Niedersimmental. 1846 wurde er in den Grossen Rat des Kantons Bern gewählt, dem er bis 1850 angehörte.
Karlen kandidierte bei den Nationalratswahlen 1857 und wurde im Wahlkreis Oberland gewählt. Der Grosse Rat wählte ihn im selben Jahr in den Regierungsrat. Aufgrund seines Ranges als Oberst war er in der Kantonsregierung bis 1871 für das Ressort Militär zuständig. Ende der 1850er Jahre begann er eine gemässigtere Haltung einzunehmen, wodurch ihn die Konservativen als Interessenvertreter der Landwirtschaft respektierten, während er sich mit den Radikalen vor allem in Eisenbahnfragen öfter überwarf. Ansonsten trat er nur bei militärischen Themen an die Öffentlichkeit. 1871 trat Karlen als Regierungsrat zurück, 1872 schaffte er die Wiederwahl als Nationalrat nicht.
Seine Cousins Jakob Karlen und Johann Karlen waren ebenfalls Nationalräte.